# Equació d'estat de Cole
L'equació d'estat de Cole és una equació d'estat introduïda per R. H. Cole que es pot descriure com
{\displaystyle p=B\left[\left({\frac {\rho }{\rho _{0}}}\right)^{\gamma }-1\right],}
on {\displaystyle \rho _{0}} és una densitat de referència, {\displaystyle \gamma } és l'índex adiabàtic i {\displaystyle B} és un paràmetre amb unitats de pressió.